# Leopold von Bayern

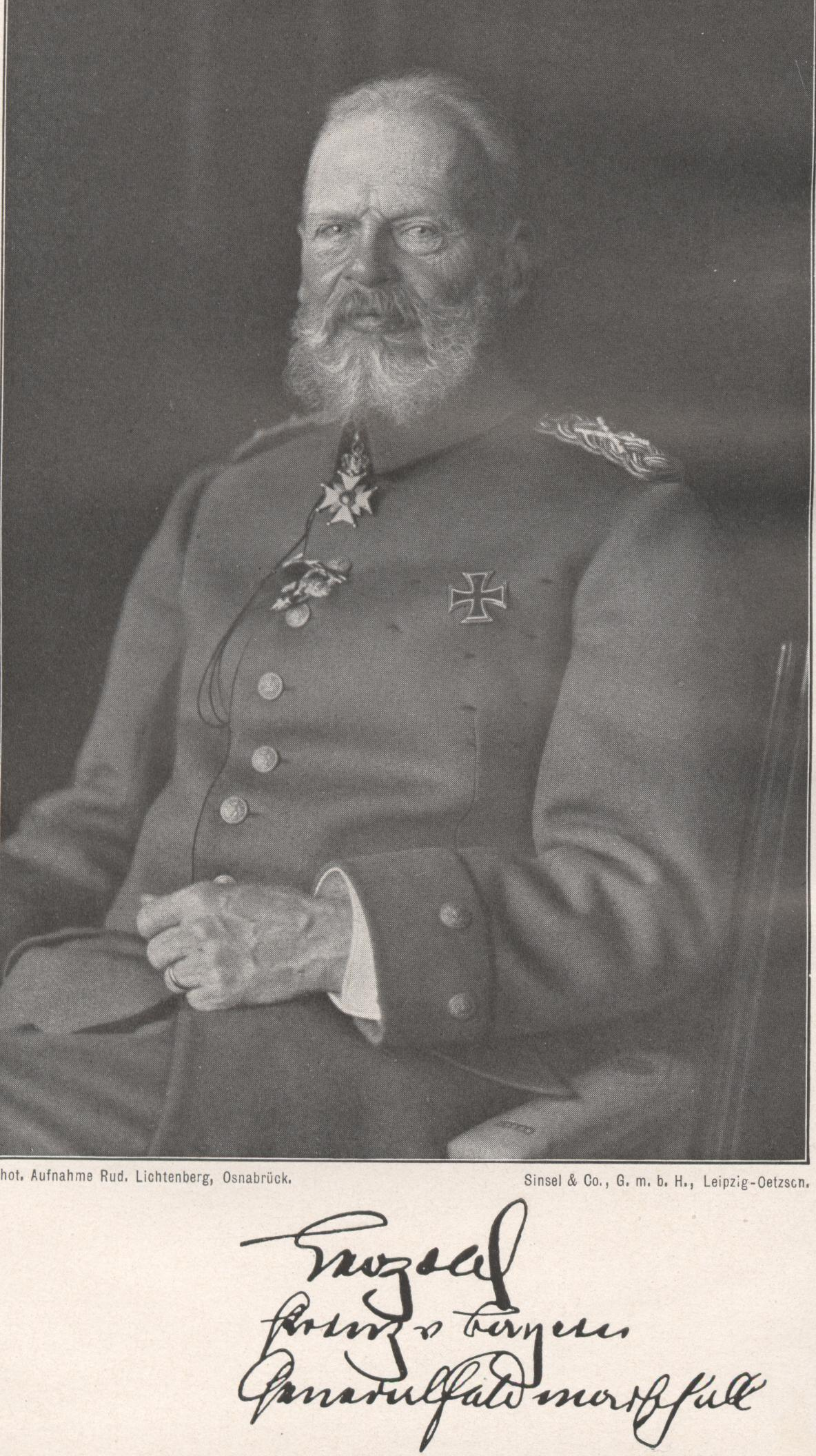
Generalfeldmarschall Prinz Leopold von Bayern

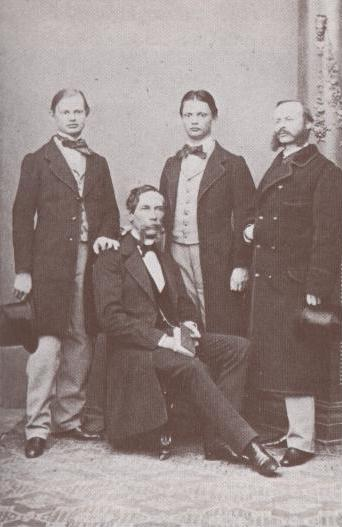
Prinz Leopold von Bayern (links außen) und sein Bruder, der spätere König Ludwig III., mit den Erziehern Ferdinand von Malaisé (mittig sitzend) und Heinrich von Vallade (ganz rechts)

Leopold Maximilian Joseph Maria Arnulf Prinz von Bayern (* 9. Februar 1846 in München; † 28. September 1930 ebenda) war ein deutscher Generalfeldmarschall.

## Leben

### Familie
Leopold wurde am 9. Februar 1846 als Enkel von König Ludwig I. von Bayern und Sohn des Prinzen Luitpold von Bayern und dessen Gattin Erzherzogin Auguste Ferdinande von Österreich geboren und war damit der jüngere Bruder von König Ludwig III. von Bayern. Von 1852 bis 1863 fungierte der Artillerieoffizier Ferdinand von Malaisé als Erzieher und Hauslehrer der beiden Brüder, ab 1855 unterstützte auch Heinrich von Vallade die Ausbildung der Prinzen.

### Militärkarriere
Leopold trat am 28. November 1861 als 15-jähriger Kadett beim 6. Jäger-Bataillon in die Bayerische Armee ein. Am 20. Dezember 1862 wechselte er zum 2. Infanterie-Regiment „Kronprinz“ und am 18. Oktober 1864 trat er zum 3. Reitende Artillerie-Regiment über. Im Juli 1866 kämpfte er als Jägerleutnant im Krieg gegen Preußen. Er erhielt als Führer des 3. und 4. Geschützes seiner Batterie bei Kissingen die Feuertaufe und nahm auch noch am Gefecht bei Uettingen teil, am 28. April 1867 wurde er Hauptmann.
Im Deutsch-Französischen Krieg 1870/71 bekam er als Batteriechef bei Sedan das Eiserne Kreuz II. Klasse und bewährte sich dann im Gefecht bei Villepion so gut, dass er den Militär-Max-Joseph-Orden erhielt, die höchste bayerische Auszeichnung für Tapferkeit vor dem Feind. Für seine Teilnahme an den verlustreichen Gefechten bei Beauvert am 8. bis 10. Dezember 1870 wurde Leopold als Major mit dem Eisernen Kreuz I. Klasse ausgezeichnet. Am 11. Dezember 1870 übernahm er die Führung des 3. Artillerie-Regimentes. Zusammen mit seinem Vater Luitpold, der Bayern repräsentierte, nahm er an der Kaiserproklamation in Versailles am 18. Januar 1871 teil. Am 27. März 1871 wurde Leopold zum Oberstleutnant befördert.
Nach dem Frieden erweiterte er durch Reisen nach England und Island seinen Wissenskreis, eine Fahrt nach Ägypten, Konstantinopel und der Sinai-Halbinsel schloss sich an. Am 18. Februar 1873 wurde er Oberst und gleichzeitig Kommandeur des 1. Königlich Bayerisches Schwere-Reiter-Regiment „Prinz Karl von Bayern“.
Am 1. November 1875 erfolgte Leopolds Beförderung zum Generalmajor und die Ernennung zum Kommandeur der 1. Kavallerie-Brigade. Am 16. Juni 1881 wurde er zum Generalleutnant befördert, gleichzeitig erhielt er das Kommando über die 1. Division in München. Am 2. März 1887 erreichte er den Rang eines Generals der Kavallerie und übernahm am folgenden Tag die Führung des I. Armee-Korps. Am 27. Juni 1892 wurde er zum Inspekteur der IV. Armee-Inspektion ernannt, am 28. Oktober 1893 wechselte er diese Position und wurde zum General-Inspekteur der Bayerischen Armee bestellt. Im Zusammenhang mit seinem 50. Geburtstag wurde er am 9. Februar 1896 zum Generaloberst der Kavallerie befördert. Am 1. Januar 1905 erhielt er aus den Händen des bayerischen Prinzregenten, den bayerischen Marschallstab und wurde bayerischer Generalfeldmarschall. Am 27. März 1913, zwei Jahre nach seinem 50. Militärdienstjubiläum, zog sich der Prinz ins Privatleben zurück.

#### Erster Weltkrieg
Am 16. April 1915 für den Heeresdienst reaktiviert, übernahm Leopold an der Ostfront den Oberbefehl über die 9. Armee. Er trat an die Stelle von August von Mackensen und unterstand dem Generalfeldmarschall Paul von Hindenburg. Seine Operationen zielten auf Warschau. Am 5. August wurde Warschau kampflos eingenommen. Am 9. Februar 1916 konnte Leopold seinen 70. Geburtstag in Slonim, seinem neuen Hauptquartier, begehen. Im Sommer 1916 wurde Hindenburg aus dem Osten abberufen und mit der Führung des ganzen deutschen Feldheeres beauftragt. An seine Stelle trat am 29. August Leopold als Oberbefehlshaber Ost. Am 1. August 1916 erhielt er den Rang eines preußischen Generalfeldmarschalls. Seine Machtbefugnis musste nach Süden schrittweise erweitert werden. Sie reichte schließlich von der Ostsee bis zu den Karpaten. Während der Kerenskioffensive im Juli 1917 hatte er auch das Oberkommando über die schwer bedrängte österreichisch-ungarische Heeresgruppe „Böhm-Ermolli“, welche neben der k.u.k. 2. und 3. Armee auch die deutsche Südarmee umfasste. Nach Ausbruch der Revolution in Russland begannen am 26. November 1917 die Friedensverhandlungen mit den Sowjets, die nach dem erneuten deutschen Vormarsch bis zum 3. März 1918 zum Friedensvertrag von Brest-Litowsk gezwungen werden konnten. Leopold wurde, zusammen mit Hindenburg und Mackensen, mit dem Großkreuz des Eisernen Kreuzes ausgezeichnet.

### Nachkriegszeit
Nach dem Waffenstillstand von Compiègne im November 1918 traten seine tief im Baltikum und der Ukraine stehenden Besatzungstruppen den infolge des russischen Bürgerkrieges schwierigen Rückzug an.
Im Januar 1919 kehrte Leopold nach München heim, musste jedoch im Februar mit seiner Familie vor der Revolution ins Ausland fliehen. Auch in Ischl, wo sie mit gefälschten Pässen eintrafen, wurden sie vom Arbeiter- und Soldatenrat angefeindet und ihnen als adeligen Schmarotzern die nötigen Nahrungsmittel verweigert. Erst vier Monate später konnte er wieder nach München zurückkehren und verstarb dort 84-jährig am 28. September 1930.

### Heirat und Nachkommen

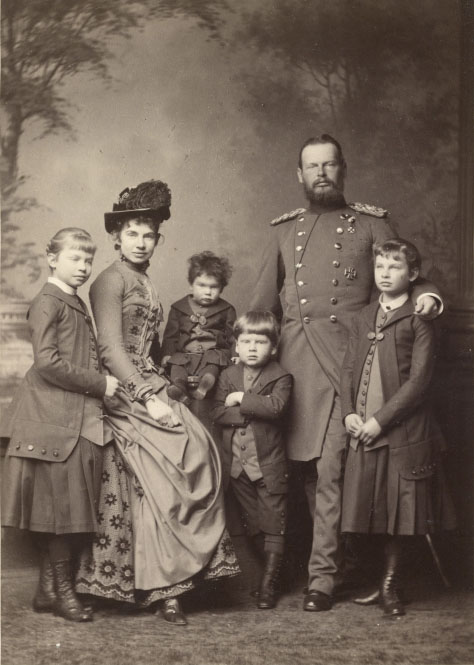
Leopold von Bayern, Gisela Louise Marie von Österreich und ihre Kinder

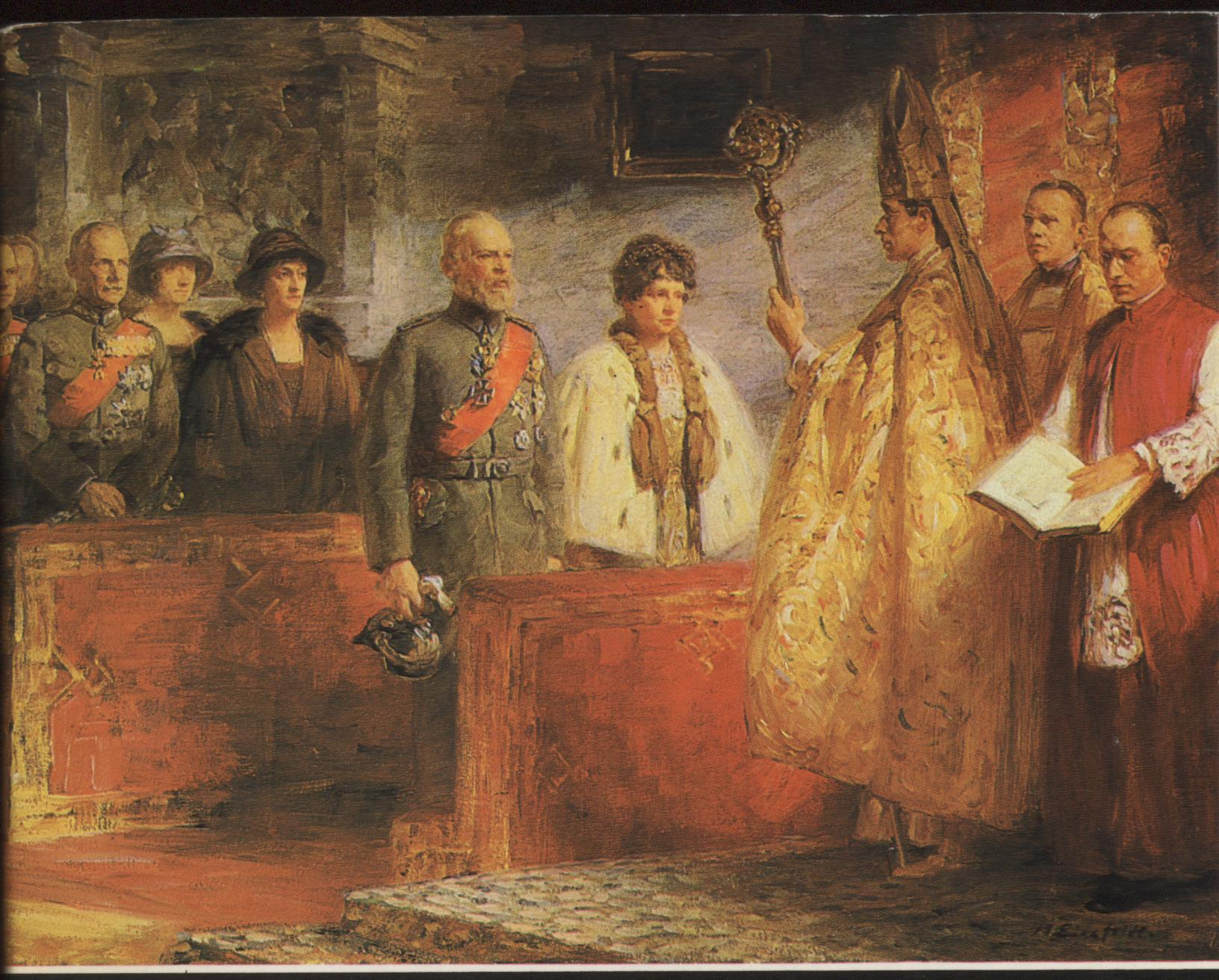
Goldene Hochzeit von Prinz Leopold und Prinzessin Gisela, München 1923. Der Bischof ist Nuntius Eugenio Pacelli, der spätere Papst Pius XII. Rechts hinter ihm als Priester, Prinz Georg von Bayern, der Sohn des Jubelpaares; ganz am linken Bildrand das Familienoberhaupt Kronprinz Rupprecht von Bayern.

Anfang der 1870er Jahre wurde eine Heirat zwischen Leopold und der Prinzessin Amalie von Sachsen-Coburg und Gotha (1848–1894) geplant. Aber gerade in diese hatte sich Kaiserin Elisabeths jüngster Bruder, Maximilian Emanuel Herzog in Bayern, verliebt und wollte sie heiraten. Um die etwas verworrene Situation zu bereinigen und alle zufriedenzustellen, schaltete sich die Kaiserin ein. Sie lud Leopold auf Schloss Gödöllö ein, wo sich auch die Erzherzogin Gisela (1856–1932) befand. Der bayrische Prinz konnte die Hand der Kaisertochter nicht ablehnen, denn es war zu verlockend, der Schwiegersohn des Kaisers von Österreich zu werden. Gegenüber seiner Beinahe-Verlobten Amalie war Leopold der Handel zwar etwas peinlich, aber er setzte sich bald darüber hinweg.
Für ihn war die Verbindung mit der Erzherzogin ein Haupttreffer, nicht nur als Imagegewinn, sondern auch in materieller Hinsicht. Allein von ihren habsburgerischen Großeltern erhielt Erzherzogin Gisela eine halbe Million Gulden, ganz zu schweigen vom Brautvater Kaiser Franz Joseph I. selbst. So heiratete Leopold am 20. April 1873 in Wien Erzherzogin Gisela von Österreich. Bei der ersten Tochter Giselas war Kaiserin Elisabeth Taufpatin und Namensgeberin.
Aus der gemeinsamen Verbindung gingen vier Kinder hervor:
- Elisabeth (1874–1957) ⚭ Otto von Seefried
- Auguste (1875–1964) ⚭ Joseph August von Österreich
- Georg (1880–1943)
- Konrad (1883–1969) ⚭ Bona Margherita von Savoyen-Genua

### Vorfahren
| Ahnentafel von Leopold von Bayern | Ahnentafel von Leopold von Bayern                                                                                        | Ahnentafel von Leopold von Bayern                                                                                         | Ahnentafel von Leopold von Bayern                                                                                                | Ahnentafel von Leopold von Bayern                                                                                            | Ahnentafel von Leopold von Bayern                                                                               | Ahnentafel von Leopold von Bayern                                                                               | Ahnentafel von Leopold von Bayern                                                                   | Ahnentafel von Leopold von Bayern                                                                   |
| --------------------------------- | --- | --- | --- | --- | --- | --- | --------------------------------------------------------------------------------------------------- | --------------------------------------------------------------------------------------------------- |
| Ururgroßeltern                    | Herzog Friedrich Michael von Pfalz-Birkenfeld (1724–1767) ⚭ 1746 Maria Franziska Dorothea von Pfalz-Sulzbach (1724–1794) | Georg Wilhelm von Hessen-Darmstadt (1722–1782) ⚭ 1748 Maria Luise Albertine von Leiningen-Dagsburg-Falkenburg (1729–1818) | Herzog Ernst Friedrich III. Carl von Sachsen-Hildburghausen (1727–1780) ⚭ 1758 Ernestine von Sachsen-Weimar Eisenach (1740–1786) | Großherzog Karl zu Mecklenburg-Strelitz (1741–1816) ⚭ 1768 Friederike Caroline Luise von Hessen-Darmstadt (1752–1782)        | Kaiser Leopold II. (1747–1792) ⚭ 1765 Maria Ludovica von Spanien (1745–1792)                                    | König Ferdinand I. von Neapel-Sizilien (1751–1825) ⚭ 1768 Maria Karolina (1752–1814)                            | Kurfürst Friedrich Christian von Sachsen (1722–1763) ⚭ 1747 Maria Antonia von Bayern (1724–1780)    | Herzog Ferdinand von Bourbon (1751–1802) ⚭ 1769 Maria Amalia von Österreich (1746–1804)             |
| Urgroßeltern                      | König Maximilian I. Joseph (1756–1825) ⚭ 1785 Auguste Wilhelmine von Hessen-Darmstadt (1765–1796)                        | König Maximilian I. Joseph (1756–1825) ⚭ 1785 Auguste Wilhelmine von Hessen-Darmstadt (1765–1796)                         | Herzog Friedrich von Sachsen-Hildburghausen (1763–1834) ⚭ 1785 Charlotte Georgine Luise von Mecklenburg-Strelitz (1769–1818)     | Herzog Friedrich von Sachsen-Hildburghausen (1763–1834) ⚭ 1785 Charlotte Georgine Luise von Mecklenburg-Strelitz (1769–1818) | Großherzog Ferdinand III. von Österreich-Toskana (1769–1824) ⚭ 1790 Luisa Maria von Neapel-Sizilien (1773–1802) | Großherzog Ferdinand III. von Österreich-Toskana (1769–1824) ⚭ 1790 Luisa Maria von Neapel-Sizilien (1773–1802) | Maximilian von Sachsen (1759–1838) ⚭ 1792 Caroline von Bourbon-Parma (1770–1804)                    | Maximilian von Sachsen (1759–1838) ⚭ 1792 Caroline von Bourbon-Parma (1770–1804)                    |
| Großeltern                        | König Ludwig I. (1786–1868) ⚭ 1810 Therese von Sachsen-Hildburghausen (1792–1854)                                        | König Ludwig I. (1786–1868) ⚭ 1810 Therese von Sachsen-Hildburghausen (1792–1854)                                         | König Ludwig I. (1786–1868) ⚭ 1810 Therese von Sachsen-Hildburghausen (1792–1854)                                                | König Ludwig I. (1786–1868) ⚭ 1810 Therese von Sachsen-Hildburghausen (1792–1854)                                            | Großherzog Leopold II. von Österreich-Toskana (1797–1870) ⚭ 1816 Maria Anna von Sachsen (1799–1832)             | Großherzog Leopold II. von Österreich-Toskana (1797–1870) ⚭ 1816 Maria Anna von Sachsen (1799–1832)             | Großherzog Leopold II. von Österreich-Toskana (1797–1870) ⚭ 1816 Maria Anna von Sachsen (1799–1832) | Großherzog Leopold II. von Österreich-Toskana (1797–1870) ⚭ 1816 Maria Anna von Sachsen (1799–1832) |
| Eltern                            | Prinzregent Luitpold von Bayern (1821–1912) ⚭ 1844 Auguste Ferdinande von Österreich (1825–1864)                         | Prinzregent Luitpold von Bayern (1821–1912) ⚭ 1844 Auguste Ferdinande von Österreich (1825–1864)                          | Prinzregent Luitpold von Bayern (1821–1912) ⚭ 1844 Auguste Ferdinande von Österreich (1825–1864)                                 | Prinzregent Luitpold von Bayern (1821–1912) ⚭ 1844 Auguste Ferdinande von Österreich (1825–1864)                             | Prinzregent Luitpold von Bayern (1821–1912) ⚭ 1844 Auguste Ferdinande von Österreich (1825–1864)                | Prinzregent Luitpold von Bayern (1821–1912) ⚭ 1844 Auguste Ferdinande von Österreich (1825–1864)                | Prinzregent Luitpold von Bayern (1821–1912) ⚭ 1844 Auguste Ferdinande von Österreich (1825–1864)    | Prinzregent Luitpold von Bayern (1821–1912) ⚭ 1844 Auguste Ferdinande von Österreich (1825–1864)    |
| Leopold von Bayern                | | | | | | | | |

## Ehrungen
Die Münchner Leopoldstraße ist seit 1891 nach ihm benannt, am 26. März 1918 erhielt er das Großkreuz des Militär-Maria-Theresien-Ordens.